# حشيشة الكبد الأمبونية
مرشانتيا أمبونية (الاسم العلمي: Marchantia amboinensis) هو نوع من النباتات يتبع جنس المرشانتيا من فصيلة المرشانتية.